# 神戸市主要地方道神戸六甲線
神戸市主要地方道神戸六甲線（こうべししゅようちほうどうこうべろっこうせん）は、兵庫県神戸市東灘区から同市灘区に至る市道（主要地方道）。

## 概要
阪神間の海側を東西に走る国道43号と六甲山上を結ぶ。六甲山上に自動車でアクセスするメインルートの一つである。

### 路線状況
起点の東明交差点から六甲ケーブル下駅までは灘区の市街地、住宅地を通る。国道43号と接続する東明交差点から北に進み、徳井交差点で国道2号と交差し、弓木町4丁目交差点まで北進する。ここで西に曲がって六甲口交差点まで山手幹線を進み、六甲口交差点から再び北に進み本路線の単独区間となり、徐々に勾配を上げながら、阪急六甲駅、神戸大学六甲台キャンパスを付近通過し、六甲台町、鶴甲ではかなりの急坂を上る。六甲ケーブル下駅前からは本格的な山道となり、六甲山トンネル南口で兵庫県道95号灘三田線と接続したのち、かつて有料道路だった表六甲ドライブウェイの区間に入り、ヘアピンカーブの続く山道を進んだ先に終点である六甲山上の丁字ヶ辻交差点があり、兵庫県道16号明石神戸宝塚線（六甲山上道路）に接続する。

### 路線データ
- 起点 : 神戸市東灘区（東明交差点、国道43号交点）
- 終点 : 神戸市灘区（丁字ヶ辻交差点、兵庫県道16号明石神戸宝塚線交点）[7]
- 路線延長 : 9.2 km[8]

## 歴史
- 1954年（昭和29年）1月20日 - 昭和29年建設省告示第16号「主要な都道府県道及び市道」において、兵庫県道有野御影線（神戸市灘区新在家中町 - 神戸市灘区前辻）が神戸六甲線として主要地方道に指定される
- 1956年（昭和31年）8月10日 - 表六甲ドライブウェイが開通する[注釈 1][9]
- 1964年（昭和39年）12月28日 - 昭和39年建設省告示第3620号「道路法の規定に基づき主要な都道府県道及び市道を指定する等の件」において、神戸市道神戸六甲線（神戸市灘区新在家中町 - 神戸市灘区前ヶ辻）が神戸六甲線として主要地方道に指定される
- 2002年（平成14年）6月1日 - 表六甲ドライブウェイが無料開放される[10]

## 地理

### 通過する自治体
- 神戸市（東灘区 - 灘区）

### 交差する道路
- 国道43号（東明交差点）
- 兵庫県道95号灘三田線（徳井交差点 - 弓木町4丁目交差点：重複区間）
- 神戸市主要地方道山麓線（徳井交差点 - 弓木町4丁目交差点：重複区間）
- 神戸市主要地方道長田楠日尾線（山手幹線、六甲口交差点）
- 神戸市主要地方道山麓線（六甲登山口交差点）
- 兵庫県道95号灘三田線（新六甲大橋下交差点、六甲山トンネル南口）
- 兵庫県道16号明石神戸宝塚線（丁字ヶ辻交差点）

### 沿線
- 処女塚古墳
- 六甲八幡神社
- 阪急神戸本線六甲駅
- 神戸大学六甲台第2キャンパス
- 六甲ケーブル線六甲ケーブル下駅
- 鉢巻展望台